# Świstak ogoniasty
Świstak ogoniasty (Marmota caudata), zwany także świstakiem czerwonym – gatunek gryzonia z rodziny wiewiórkowatych (Sciuridae), jeden z przedstawicieli rodzaju Marmota.
Opis:
- Wielkość: 4–57cm
- Ogon: 18–22cm, czasami nawet do 30cm

Okryty jest długą, gęstą sierścią o barwie czerwonorudej do pomarańczowej; grzbiet czasem bardzo ciemny, prawie czarny. Ogon jest rudy, ale jaśniejszy z wierzchu.
Siedlisko: Piętra alpejskie i subalpejskie, lubi miękką ziemię, w której może łatwo kopać. Występuje w górach Pamiru, Tienszan a także na stepach i zimnych półpustyniach na wschód od Pamiru. W Indiach spotykany w Kaszmirze i Hindukuszu, występuje bardziej na zachód niż świstak himalajski. Zamieszkuje tereny na wysokości od 2400 do 4300 m n.p.m.
Zachowanie: Łatwiej niż inne gatunki świstaków przystosowuje się do środowiska leśnego. Na polanach leśnych kopie nory i żeruje wśród gęstych krzewów, również wykorzystuje powalone pnie jako punkty obserwacyjne. W górach osiedla się tam, gdzie istnieje dostatecznie gruba warstwa ziemi i gdzie stosunkowo wcześnie ustępuje śnieg. Unika nagich skał, usypisk i terenów błotnistych.
Pożywienie: Żywią się głównie liśćmi krzewów i roślin zielonych, przede wszystkim trawą.
Liczebność: Nieznana.